# Patrice Chaplin
Patrice Chaplin, pseudonimo di Patrice Betaudier (1940), è una scrittrice e sceneggiatrice britannica.
Patrice Betaudier è stata sposata con l'attore anglo-americano Michael Chaplin, figlio di Charlie Chaplin e di Oona O'Neill, del quale ha mantenuto il cognome.
Ha vissuto a Londra con i figli ed ha lavorato a lungo ad Hollywood come sceneggiatrice.

## Opere

### Romanzi
- A Lonely Diet (1970)
- The Last of the Big Kite Flyers (1971)
- Judas Lovers (1971)
- Having It Away (1977)
- Siesta di sangue, Siesta (1979)
- The Unforgotten (1984)
- Don Salino's Wife (1987)
- The Fame People (1988)
- Forget Me Not (1989)
- Saraband (1991)
- Night Fishing: An Urban Tale (1992)
- Death Trap (2003)

### Saggistica
- Cry, Wolf (1975)
- By Flower and Dean Street (1976)
- Another City (1987)
- Albany Park: An Autobiography (1987)
- Into the Darkness Laughing: The Story of Jeanne Hebuterne, Modigliani's Last Mistress (1990)
- Hidden Star: Oona O'neill Chaplin: a Memoir (1995)
- Happy Hour (1998)
- Cleopatra: The Story of an Obsession (1999)
- City of Secrets: The Extraordinary True Story of the Woman Who Found Herself At the Heart of the Grail (2004)